# Мюнстер (Баварія)
Мюнстер (нім. Münster) — громада в Німеччині, знаходиться в землі Баварія. Підпорядковується адміністративному округу Швабія. Входить до складу району Донау-Ріс. Складова частина об'єднання громад Райн.
Площа — 16,20 км2. Населення становить 1210 ос. (станом на 31 грудня 2020).